# Yon Joseph Paulian
Yon Joseph Paulian est un homme politique français qui fut député de Saint-Domingue du 25 novembre 1796 au 26 décembre 1799.